# آرثر (ويسكونسن)
آرثر (بالإنجليزية: Arthur, Wisconsin)‏ هي بلدة تقع بولاية ويسكونسن في الولايات المتحدة. تبلغ مساحتها 111.6 (كم²)، وترتفع عن سطح البحر 334 م، بلغ عدد سكانها 710 نسمة في عام 2000 حسب إحصاء مكتب تعداد الولايات المتحدة وتصل الكثافة السكانية فيها 6.4 نسمة/كم2.

## وصلات خارجية
- http://www.townofarthur.com
- The US50 - Cities and Towns in Wisconsin State
- Wisconsin Cities and Towns, Facts, Map, Flag, Colleges, Government, and More